# 641. pehotni polk (Wehrmacht)
Za druge 641. polke glejte 641. polk.
641. pehotni polk (izvirno nemško Infanterie-Regiment 641) je bil eden izmed pehotnih polkov v sestavi redne nemške kopenske vojske med drugo svetovno vojno.

## Zgodovina
Polk je bil ustanovljen 10. marca 1940 kot polk 9. vala kot Landesschützen-Regiment Oberost v Čenstohovi iz deželnih strelcev; polk je bil del 351. pehotne divizije.
20. avgusta istega leta je bil polk razpuščen. II. bataljon je bil reorganiziran v 720. stražni bataljon, medtem ko so bile ostale enote dodeljene Heimatwachu.